# 가미후쿠오카역
가미후쿠오카역(일본어: 上福岡駅, かみふくおかえき)은 일본 사이타마현 후지미노시에 있는 도부 철도 도조 본선 역이다. 역 번호는 TJ 19이다.

## 역사
- 1914년
  - 5월 1일: 도조 철도 이케부쿠로 ~ 다노모자와 역간 개통과 동시에 영업 개시.
  - 10월 18일: 가미후쿠오카 역 개통식 개최.
- 1920년 7월 22일: 도조 철도 도부 철도에 흡수 합병, 도부 철도 도조 선의 역이 됨.
- 1929년 10월 1일: 이케부쿠로 ~ 가와고에시 구간 전철화.
- 1953년 8월 21일: 가미후쿠오카 ~ 신가시 역 구간 복선화.
- 1959년 11월 1일: 역사 개축으로 도부 철도 최초의 교상역사 완성, 유치선도 완성.
- 1960년 8월: 화물 취급 중단과 함께 개통 시부터 가미후쿠오카 하역장도 폐지.
- 1967년 9월: 8량 편성 열차의 운전 개시에 따라 역 승강장 연장.
- 1976년 11월 1일: 10량 편성 열차의 운전 개시에 따라 역 승강장 재연장.
- 1987년 8월 25일: 제도고속도교통영단(현, 도쿄 지하철) 유라쿠초 선의 개통으로 본 노선과의 상호 직통 운행 열차 정차 개시.
- 1993년 11월 15일: 가미후쿠오카 ~ 쓰루세 구간 사이에 후지미노 역이 개업.
- 2006년 3월 30일: 니시구치 역전 재개발 시설 "코코에 카미후쿠오카" 오픈.
- 2008년 6월 14일: 도쿄 지하철 후쿠토신 선 개통으로 본 노선과의 상호 직통 운행 열차 정차 개시.
- 2009년
  - 3월 31일: 미나미구치 엘리베이터 사용 개시.
  - 5월 18일: 발차 멜로디 사용 개시.
  - 10월 30일: 개찰구와 승강장 사이를 연결하는 엘리베이터 사용 개시.
- 2010년
  - 3월 26일: 기타구치 엘리베이터 사용 개시.
  - 3월 30일: 다기능 화장실 사용 개시.
  - 4월 1일: 출구의 호칭을 "기타구치"와 "미나미구치"에서 "히가시구치"와 "니시구치"로 정식 개칭.
  - 8월 1일: 개찰구 건너편의 역 사무실과 표 매장의 개장 공사 시작으로 표 매장을 개찰구 쪽으로 이전.
  - 11월 23일: 도부 북스의 신장 개업.

## 역 구조
섬식 승강장 1면 2선의 지상역이다. 도부 철도 최초의 교상역으로 1959년에 준공했다.
가스미가오카 단지 준공의 본 역 출발 열차의 설정을 고려하여, 가와고에 방면으로 인상선이 설치되었고 본 역의 시종착 열차가 1왕복 설정되어 있다. 예전에는 입환선으로 회송 열차도 설정되어 있었지만, 2012년 시점의 운행표로 본 역의 입환선에 유치되는 것은 밤에서 아침 시간 뿐이다, 새벽부터 야간은 보통 차량이 유치되지 않으며 도쿄 도 교통국이 제시한 직통 열차의 당시 안내 다이아에 따르면 도영 지하철 6호선(현, 미타 선)과 상호 직통 운전 프로그램이 존재한 시점에서는 이 입환선을 활용하여 직통 열차를 본 역에서 회차 열차를 중심으로 한 다이아가 계획되어 있었다.
2009년 3월 31일에 개찰구 층으로 니시구치 지상부를 연결하는 엘리베이터를 설치하였고, 동년 10월 30일에 개찰구 층에서 승강장을 연결하는 엘리베이터 설치가 각각 완료되면서, 다시 2010년 3월 26일에는 이 층으로 동쪽 출입구 지상부를 연결하는 엘리베이터를 설치, 각 운용이 개시되었다.
원래 출구의 정식 호칭은 "기타구치"와 "미나미구치"였지만 2010년 4월에 "히가시구치"와 "니시구치"라고 변경되었다. 이는 선로가 남동쪽에서 북서쪽으로 뻗어 있는 출입구는 거의 동서 방향으로 향하고 있는 구조로 되어 있기 때문이다.

### 승강장
| 번호 | 노선    | 방향 | 행선 |
| ---- | ------- | ---- | --- |
| 1    | 도조 선 | 하행 | 가와고에・사카도・신린코엔・오가와마치 방면 |
| 2    | 도조 선 | 상행 | 아사카다이・와코시・이케부쿠로 방면 유라쿠초 선 신키바・ 도쿄 지하철 후쿠토신 선 시부야・ 도큐 도요코 선 요코하마・ 미나토미라이 선 모토마치·주카가이 방면 |

- 2016년 3월 26일 다이어 개정 이후, 낮 시간대에 후쿠토신 선을 발착하는 열차는 당역에 정차하지 않게 되므로 당역과 후쿠토신 선 방면을 오가는 경우는에 와코시 역과 후지미노 역 등에서 환승이 필요하다.

## 역 주변
후지미노 시 내에 소재하는 유일한 철도역이자 관문이다. 과거의 소재지인 가미후쿠오카 시, 2005년에 인접하는 이루마군 오이 정과 합병하고 "후지미노 시"로 되기 이전부터, 가미후쿠오카 시와 오이 정의 발전을 지탱하고 온 철도역이다.
- 후지미노 시청(구, 가미후쿠오카 시청)
- 후지미노 시립 근로 복지 센터
- 후지미노 시민 교류 플라자
- 후지미노 시 우에노다이 체육관
- 후지미노 시립 가미후쿠오카 도서관
- 후쿠오카 중앙 공원
- 가미후쿠오카 우체국
- 가미후쿠오카 기타구치 우체국
- 가미후쿠오카 마쓰야마 우체국
- 도부 스토어 가미후쿠오카점
- 세이유 가미후쿠오카점
- 우에노다이 단지
- 코코에 카미후쿠오카
  - 후지미노 시 서비스 센터
    - 후지미노 시청 출장소
    - 서비스 센터 홀
- 가미후쿠오카 역전 우체국
- 가와고에 시미즈 우체국
- 가스미가오카단지
- 니시 중앙 공원

## 사진

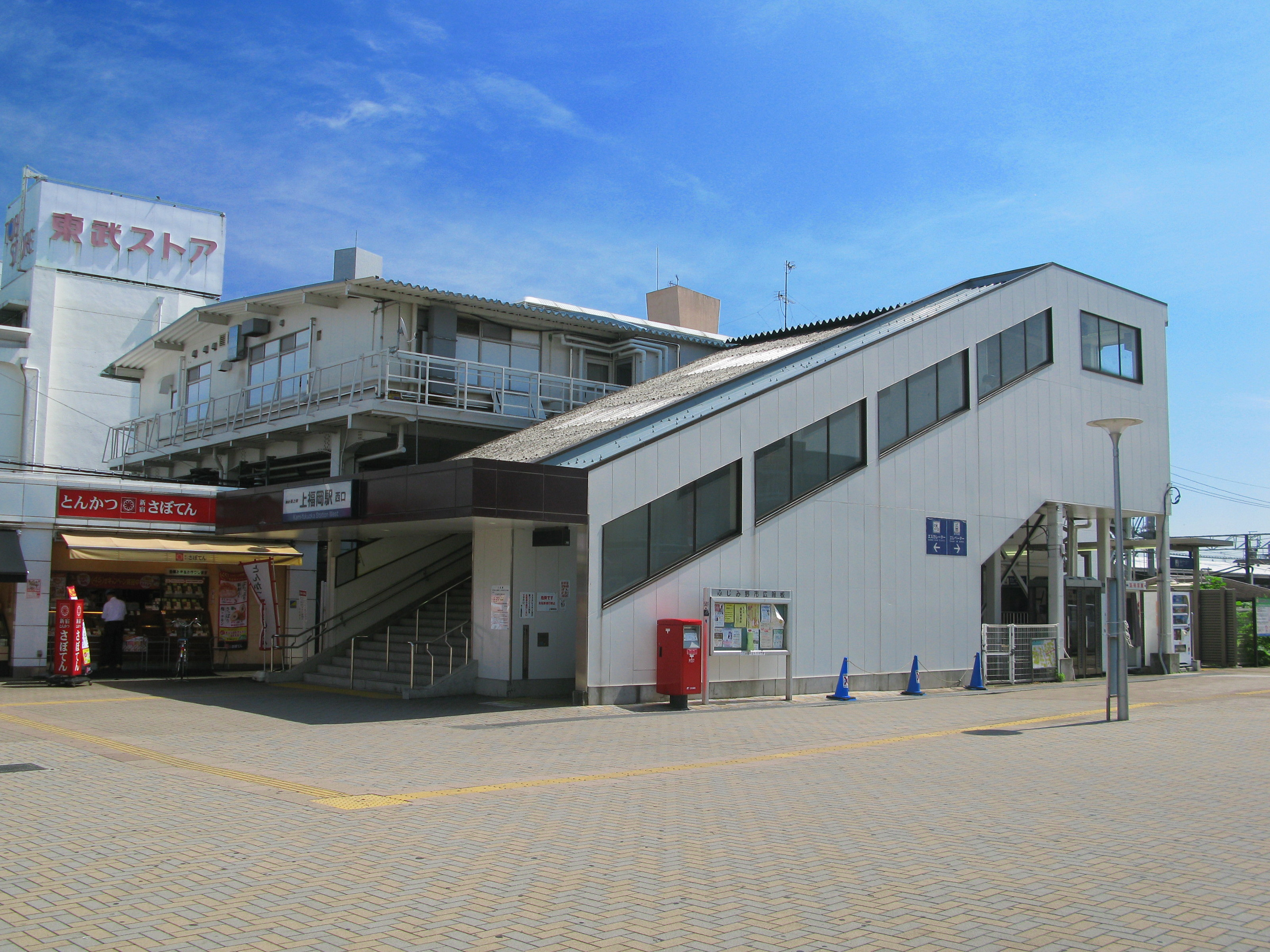
서쪽 출입구
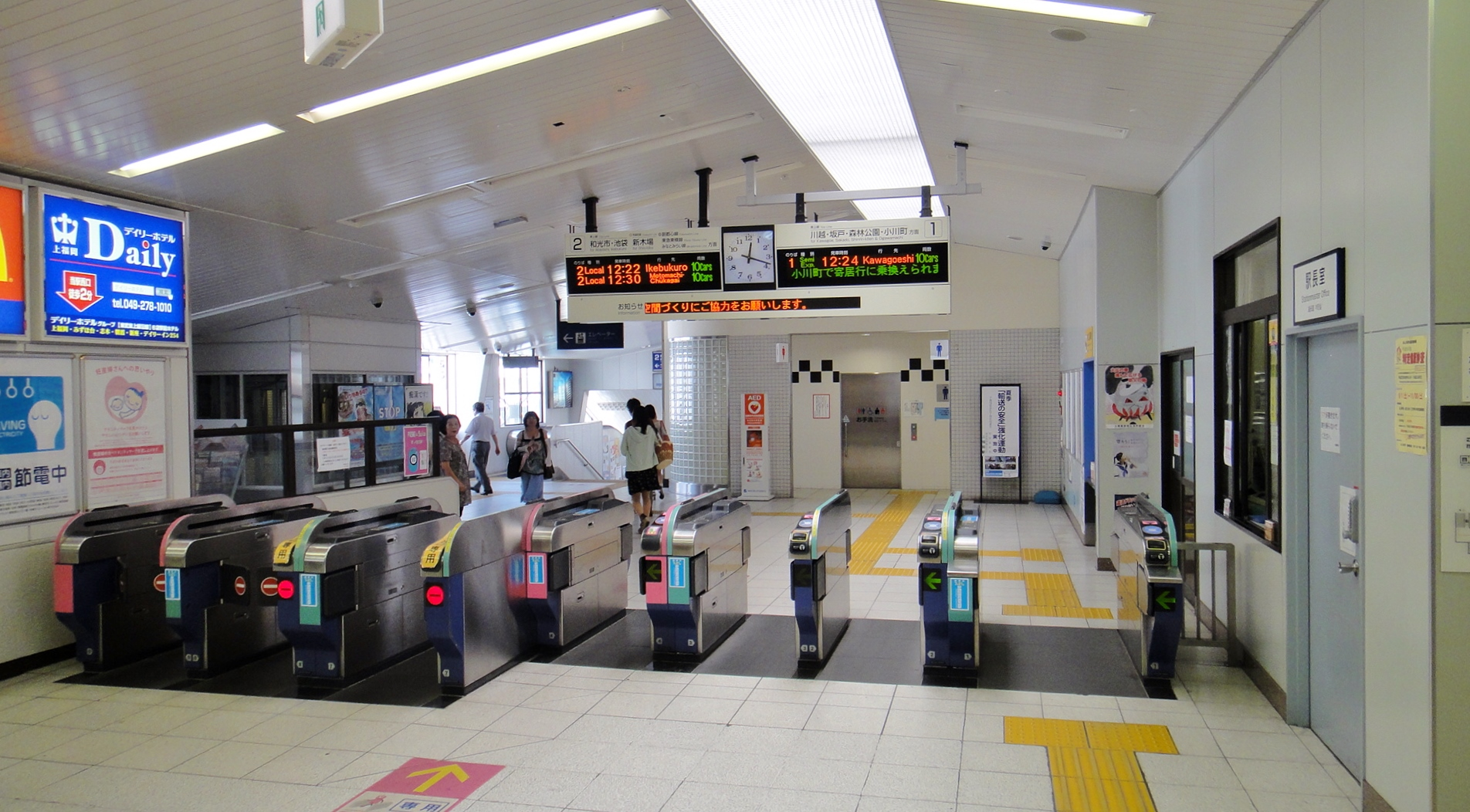
개찰구
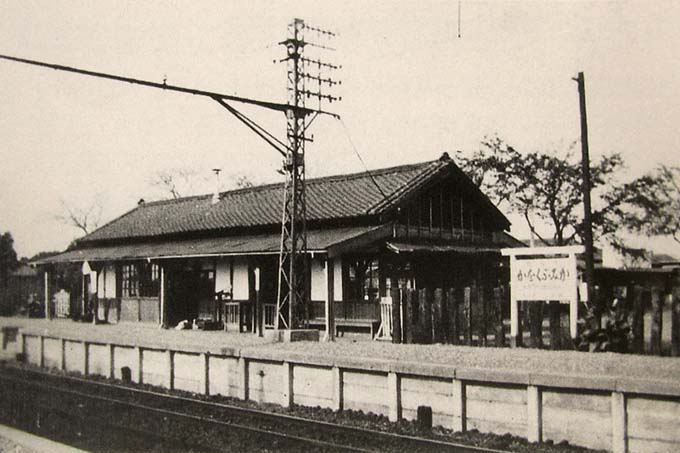
1936년의 가미후쿠오카 역

## 인접역
| 도부 철도 도조 본선            | 도부 철도 도조 본선 | 도부 철도 도조 본선      |
| ------------------------------ | ------------------- | ------------------------ |
| TJ 18 후지미노 이케부쿠로 방면 | ■ 준급 □ 보통       | 신가시 TJ 20 요리이 방면 |

## 같이 보기
- 가미후쿠오카시